# プールナバドラ
プールナバドラ（Purnabhadra、満賢夜叉）とは、インド神話における夜叉の名である。ヒンドゥー教ではクベーラに仕える夜叉である。「仏母大孔雀明王経」では兄マニバドラ、弟プールナバドラとされている。マニバドラ・プールナバドラは対になるのが普通である。ジャイナ教ではマニバドラ・プールナバドラはヤクシャの主として「２人のインドラ」と記述されている。ただし、ヒンドゥー教ではいつもプールナバドラはマニバドラと対の像になるとは限らない。
プールナバドラは主にガンダーラ地方において信仰された。